# مارک جیکوبز
مارک جیکوبز (به انگلیسی: Marc Jacobs) (متولد ۹ آوریل ۱۹۶۳) طراح مد اهل آمریکا است. جیکوبز در سال ۱۹۸۴ میلادی در دانشکده ی طراحی پارسونز (Parsons School for Design) درس خواند و بین سال های ۱۹۹۷ تا ۲۰۱۴ در منصب «مدیر نوآوری» شرکت لویی ویتون فعالیت می کرد. وی طراحی اصلی برند مارک جیکوبز است که بیش از ۲۰۰ فروشگاه در ۸۰ کشور جهان دارد. وی در تایم ۱۰۰ سال ۲۰۱۰ قرار داشت همچنین در رده‌بندی مجله اوت به عنوان قدرتمندترین مردان و زنان همجنس‌گرای آمریکایی وی در رتبه ۱۴ قرار گرفت.
همچنین بزنده یکی از جوایز بزرگ صنعت مد، CDFA نیز می باشد.